# Csóványos
A Csóványos 938 méteres magasságával a Börzsöny legmagasabb hegye, ezzel Magyarországon a 20. legmagasabb a hegycsúcsok rangsorában. Pest és Nógrád vármegye határán fekszik, Pest vármegye legmagasabb, Nógrád vármegye második legmagasabb hegye.

## Földtörténet
A Csóványos a Magas-Börzsöny kiemelkedése. A szomszédos Visegrádi-hegységgel együtt miocén-kori vulkanizmus eredménye. A csúcsokat létrehozó vulkán feltehetőleg 18-19 millió évvel ezelőtt volt a legaktívabb.
A negyedidőszakban, amikor újra felélénkült a vulkáni tevékenység, a Csóványos és közvetlen környezete kiemelkedett, míg a medencék lesüllyedtek. Ezek a mozgások hozták létre az Oltár-patak-völgy fölötti erdőkben kiemelkedő sziklaalakzatokat, például a Kőkorsót.

## Története
A hegy régebbi neve Korányos. Az újabb elnevezés talán a csóvány = csalán növénynévre utal, mivel a csúcson egykor rengeteg csalán volt. A korány = hajnal kora reggeli időt jelent. 
Szabó József így ír az 1852-ben tett Földrajzi kirándulásaiban a korányosi (csóványosi) útjáról:
„ Korányos egyike a vidék uralkodó csúcsainak. Délbe érkeztünk oda, s időt engedtünk magunknak a pont nagyszerű szépsége tekintésére. Látni innét az Ipolyt, a Garant, a Dunát, éppen amint az erős csavarodást teszi folyamában. A szőke Duna mögött a kékellő hegy-csoportok, alattuk a haragoszöld erdős bérczek oly panorámát képeznek, amely a nézőt elragadja. A benyomás nagyszerű.”  
Az 1960-as évek közepéig a királyréti kisvasút egyik ága (317b) a Szén-patak völgyében Csóványos vasútállomásig közlekedett, amely a Spartacus kulcsosháznál volt. Helyét az 1960-as évek végén épült műút szinte teljesen eltüntette.

## Turizmus

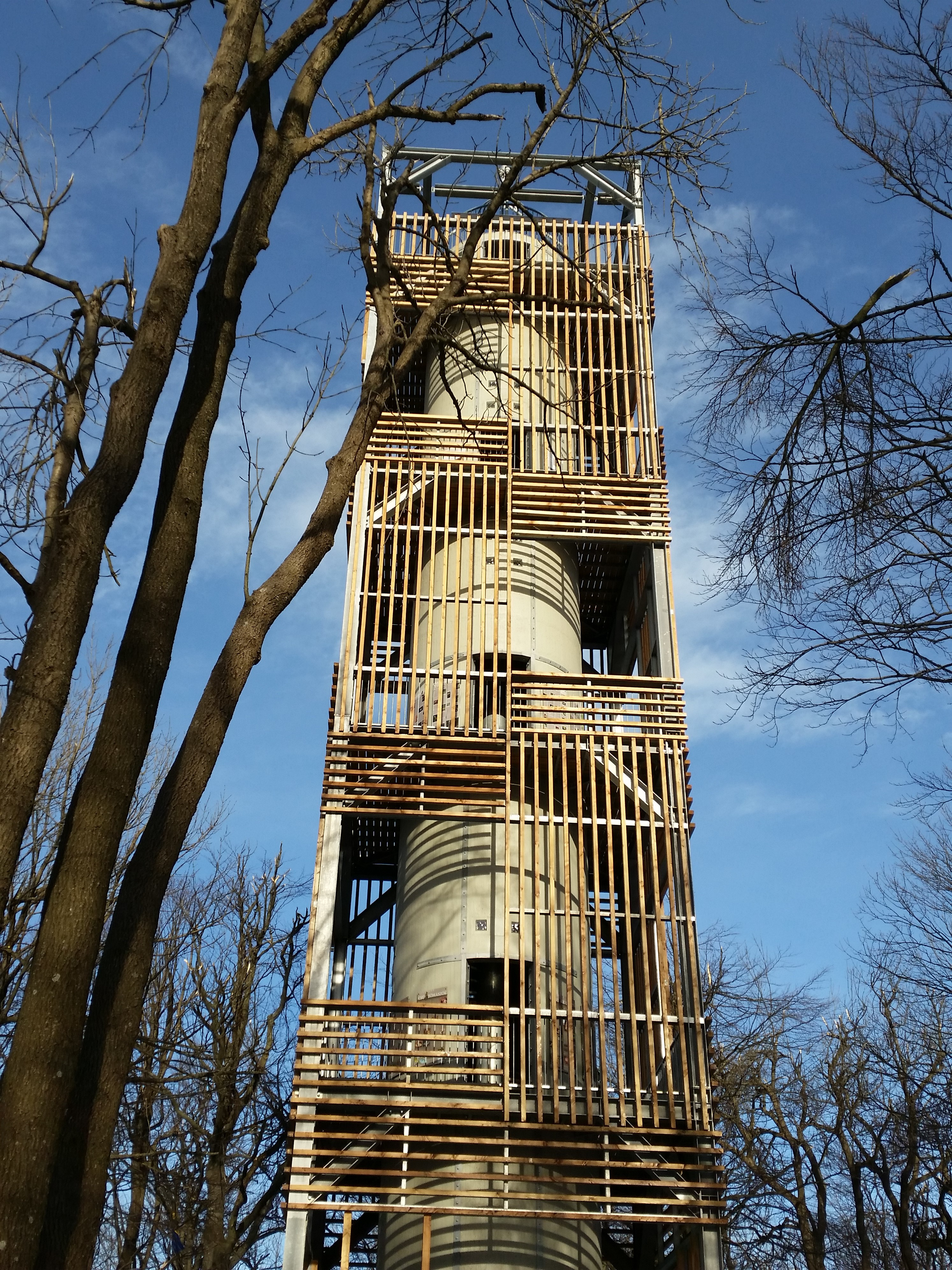
A felújított csóványosi kilátó (egykor geodéziai mérőtorony)

A csúcsra mind a négy égtáj felől felkapaszkodhatunk, mivel mind a négy irányból karbantartott, jelzett turistaút vezet fel a kilátóhoz; köztük az Országos Kéktúra útvonala is.
A csúcson 1978-ban betonból 22,6 m magas geodéziai mérőtornyot emeltek. Mivel a toronyba hosszú ideig be lehetett jutni, és tetejéről remek körpanoráma tárul a látogató szeme elé (jó időben a Magas-Tátra, és a Schneeberg is látható), sokan látogatták. Később a kezelő megyei földhivatal vélhetően biztonsági okokból lezáratta. 2013 őszén az Ipoly Erdő Zrt. megkezdte a torony kilátóvá alakítását; a felújított tornyot 2014. október 9-én adták át.
A kilátó közelében található Béke-emlékművet az  Újpesti Természetbarátok Turista Egyesülete 1964 augusztusában emelte. Az emlékmű avatásán mintegy 1300 fő vett részt.

## Kulturális vonatkozások
Győrffy Ákos A Csóványos északi oldala című verseskötete 2000-ben jelent meg, és elnyerte a Magyar Írószövetség elsőköteteseknek kiírt Gérecz Attila-díját.

## Galéria

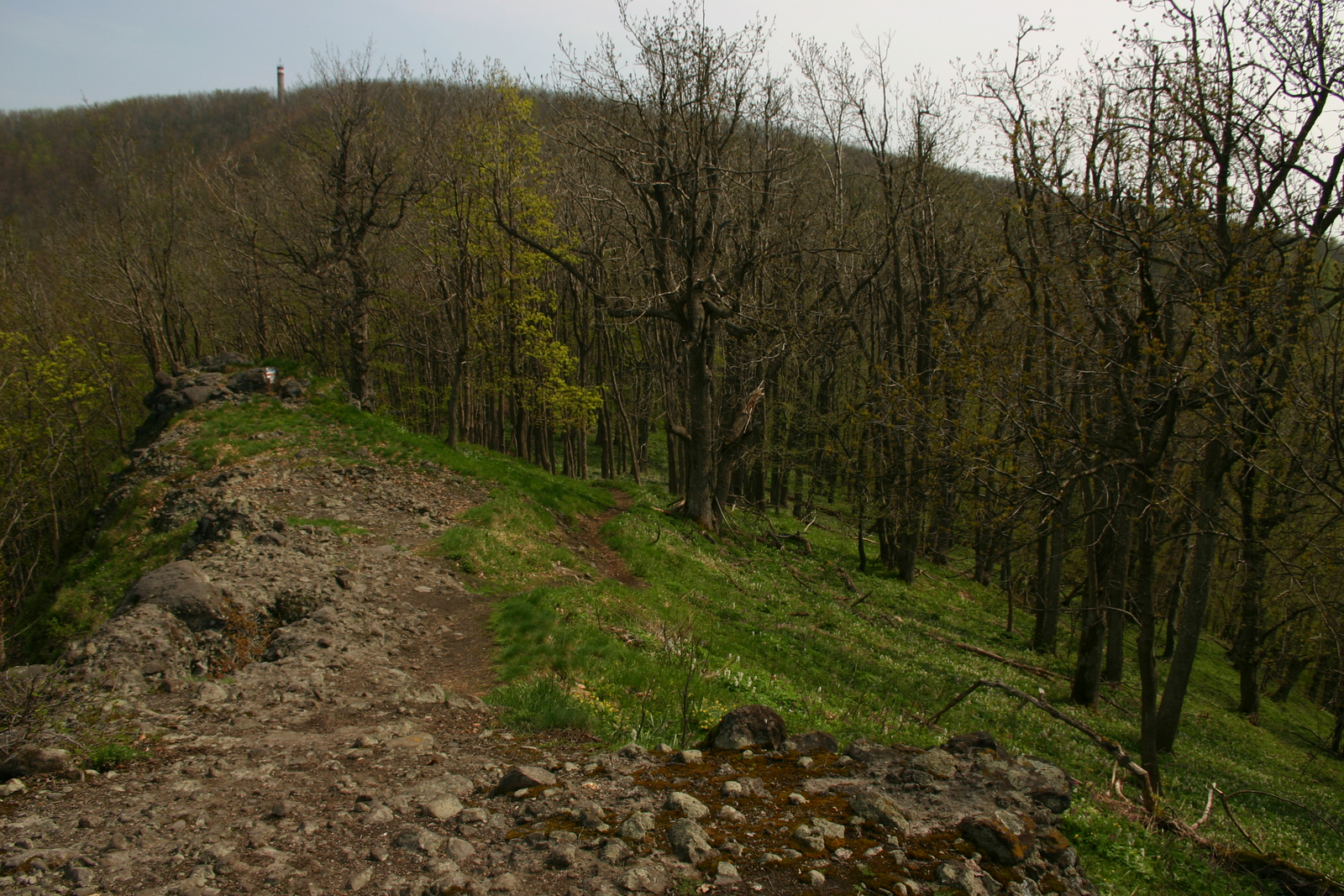
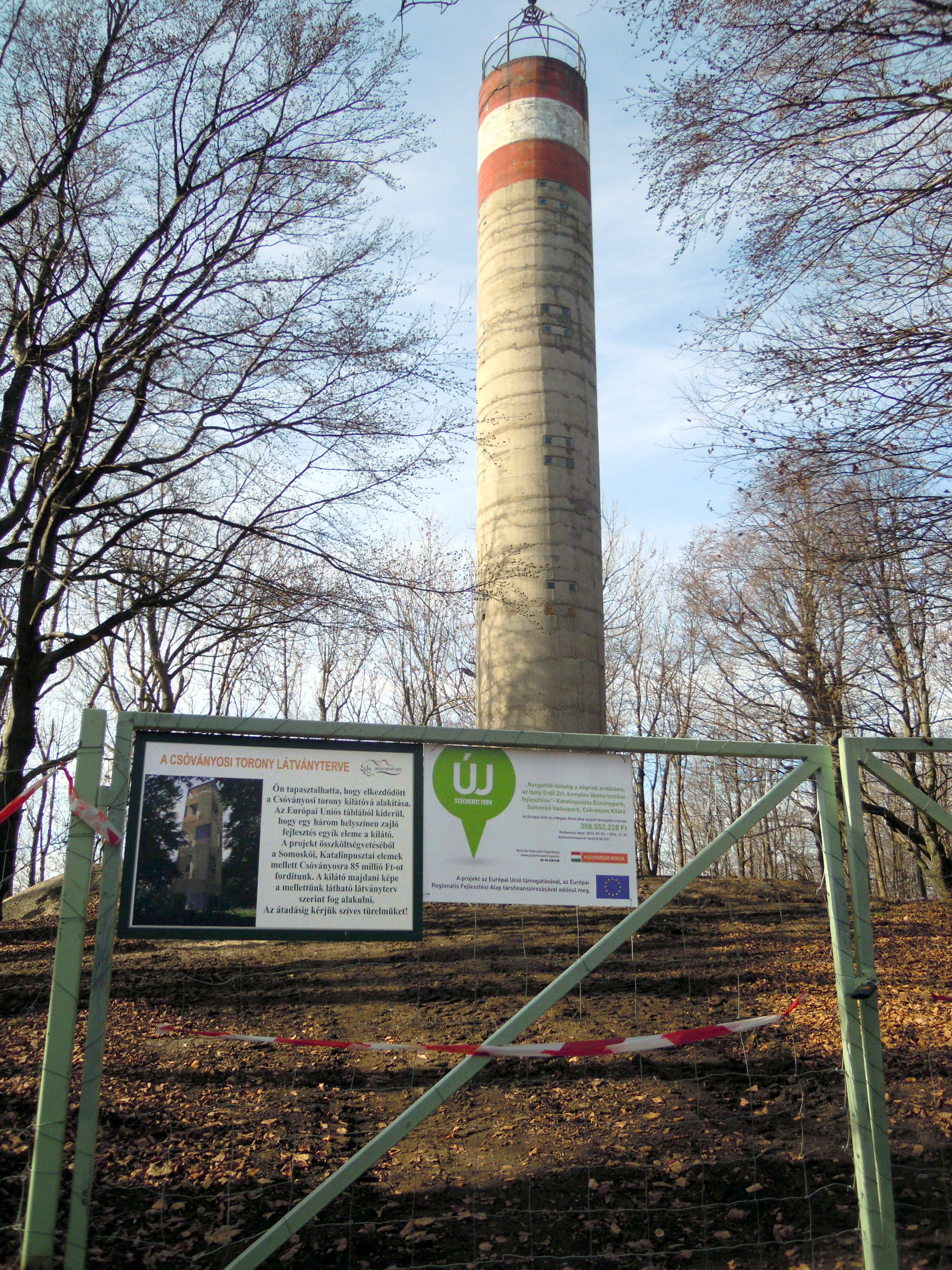
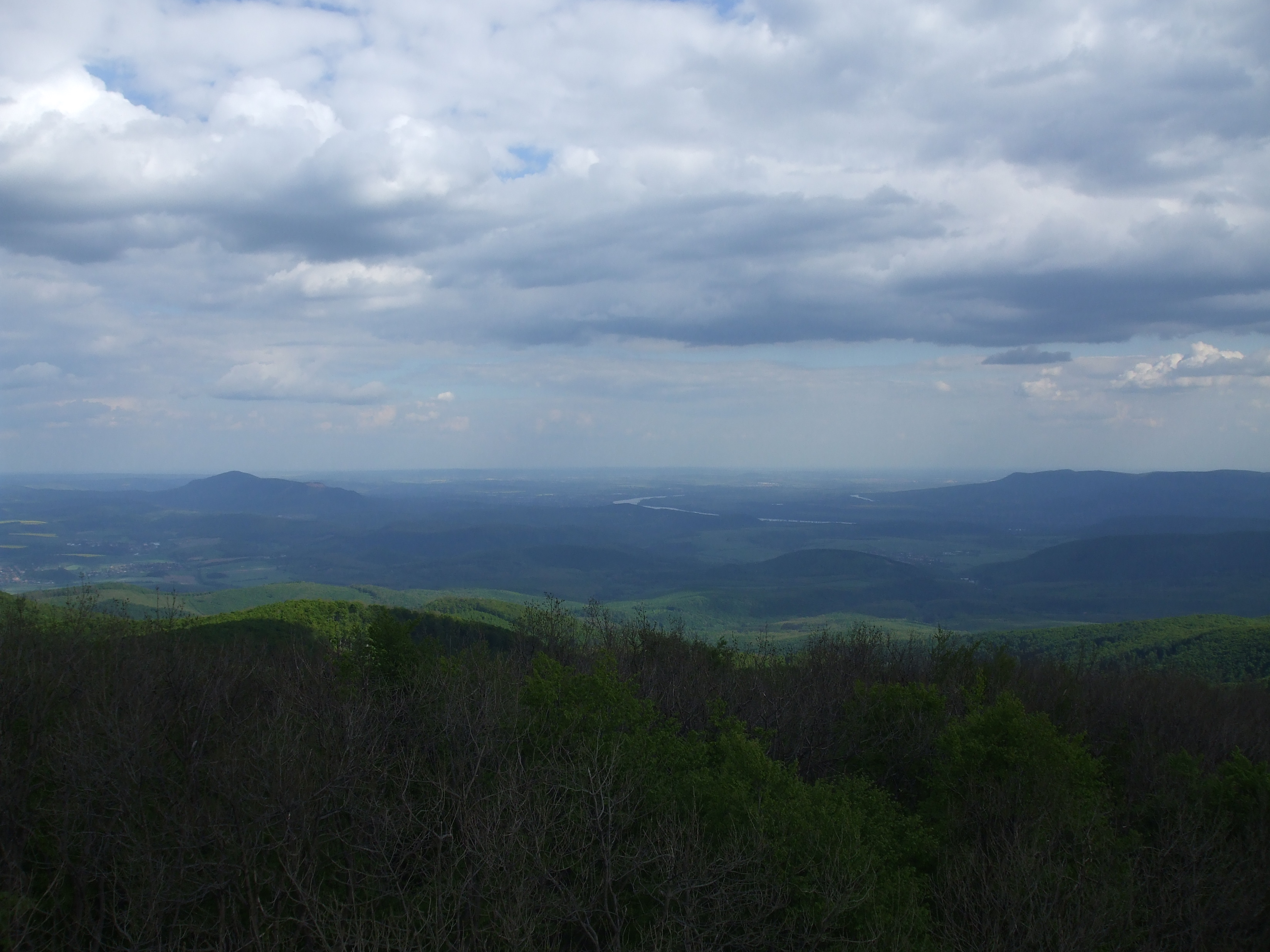
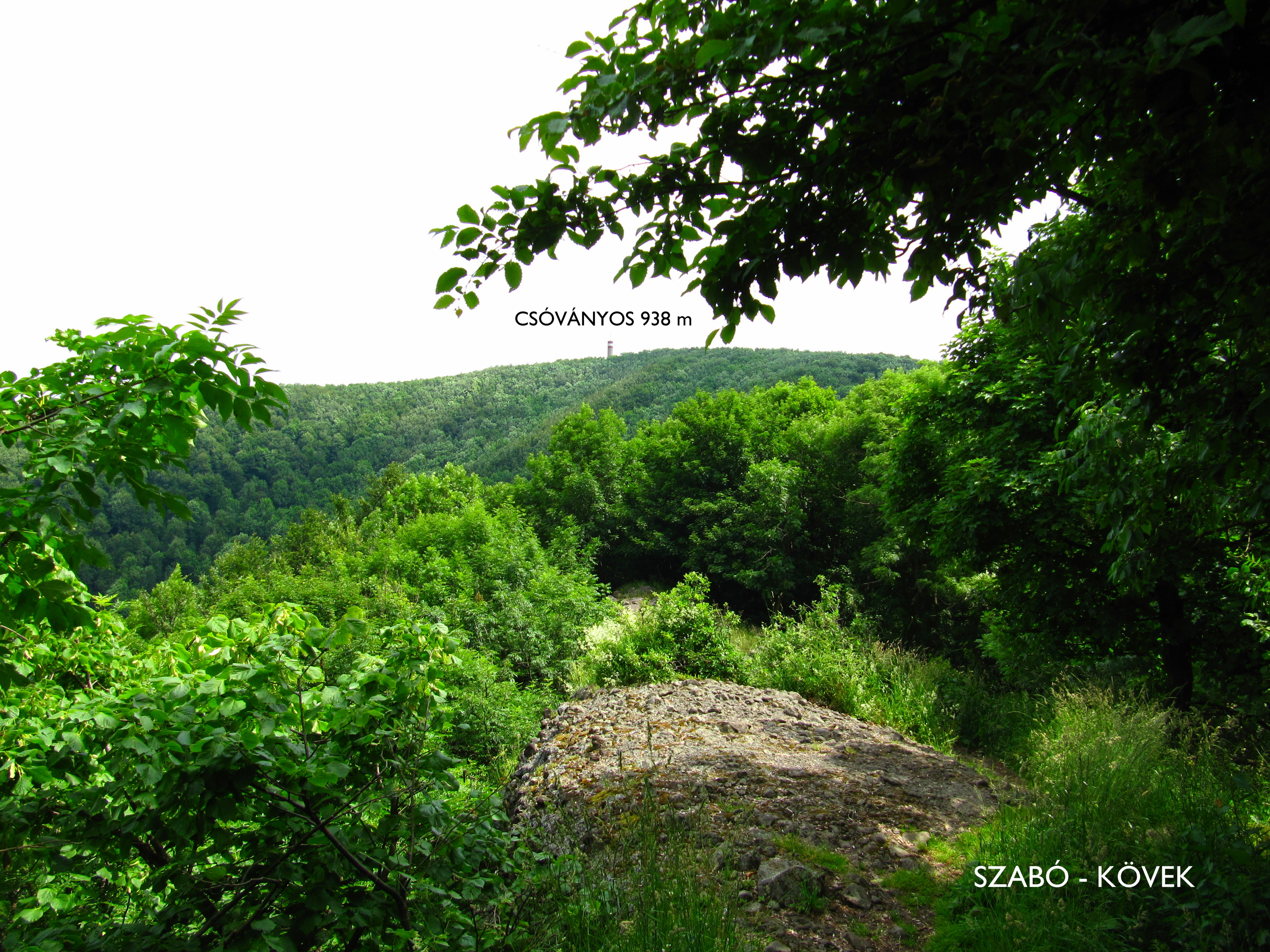
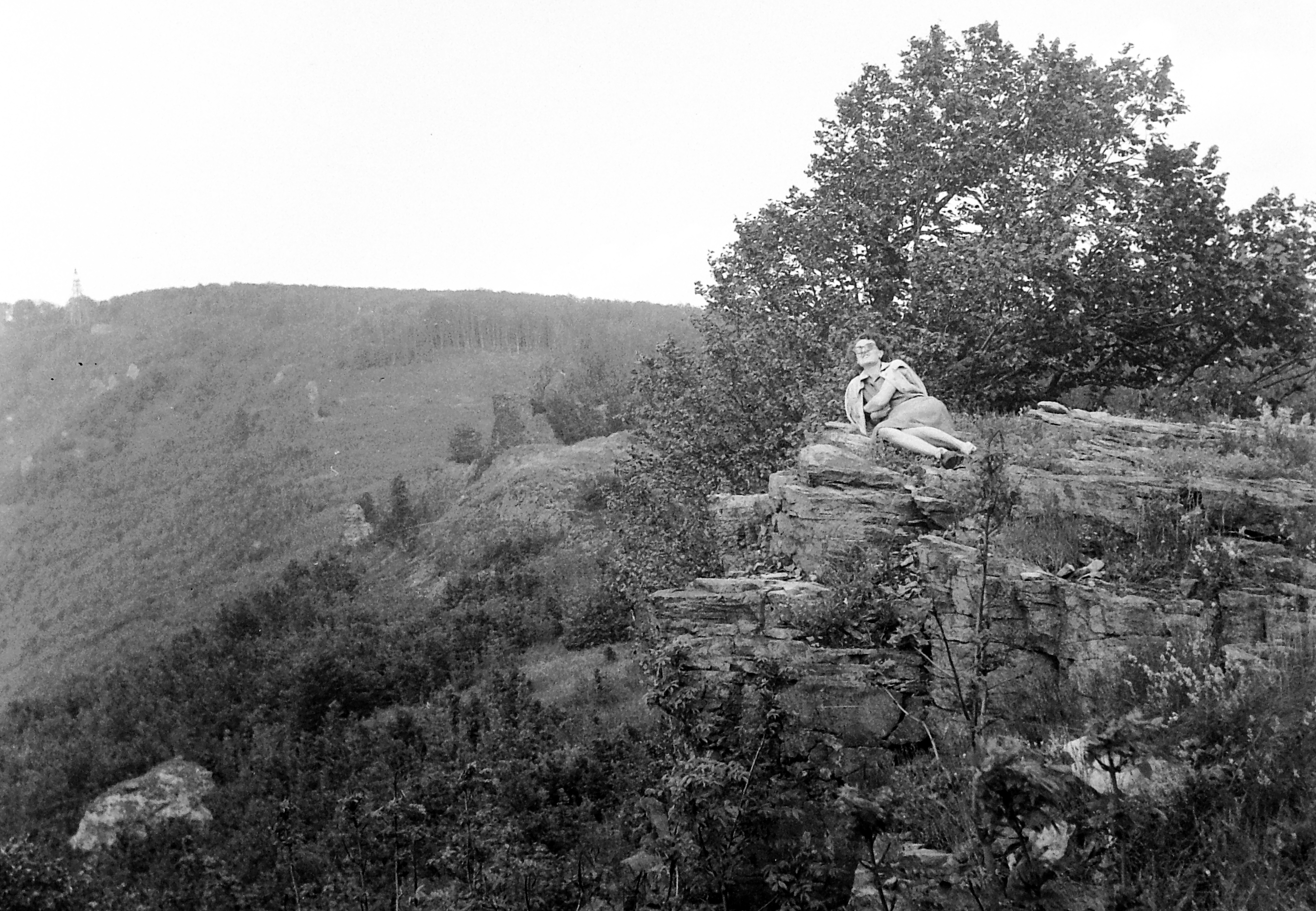